# Bad Girl Good Girl
"Bad Girl Good Girl" är debutsingeln från den sydkoreansk-kinesiska musikgruppen Miss A. Den gavs ut den 1 juli 2010 på gruppens första singelalbum Bad but Good. Den tillhörande musikvideon laddades upp på Youtube den 30 juni 2010 och hade i februari 2013 fler än 14,2 miljoner visningar. Miss A vann första pris med låten i M! Countdown den 22 juli, i Music Bank den 23 juli och i Inkigayo den 1 augusti. Låten toppade Gaon Chart den 10 juli som veckans mest digitalt sålda singel i Sydkorea. Det finns även en version av låten på kinesiska.

## Listplaceringar
| Lista                 | Topplacering |
| --------------------- | ------------ |
| Sydkorea (Gaon Chart) | 1            |